# José Guadalupe Zuno
José Guadalupe Zuno Hernández (Jamay, 18 april 1891 - Guadalajara, 16 maart 1980) was een Mexicaans politicus.
Zuno was afkomstig uit de staat Jalisco. In 1909 trok hij naar Mexico-Stad, waar hij als journalist en illustrator werkte. Hij raakte betrokken in de Mexicaanse Revolutie en werd in 1914 minister van onderwijs van Jalisco in de regering van gouverneur Manuel M. Diéguez. Hij sloot zich aan bij de Jaliscaanse Liberale Partij (PLJ) en wist zich al snel te ontpoppen tot cacique van Jalisco. Hij werd gekozen tot afgevaardigde. In 1922 werd hij burgemeester van Guadalajara en een jaar later gouverneur. In 1923 werd hij door de rebellen van Adolfo de la Huerta tijdelijk verdreven wegens zijn steun aan president Álvaro Obregón, maar korte tijd later kon hij de gouverneurszetel weer innemen. Zijn belangrijkste wapenfeit als gouverneur was de opening van de Universiteit van Guadalajara. Na een politiek conflict met president Plutarco Elías Calles werd hij in 1926 gedwongen af te treden.
Na zijn termijn als gouverneur voltooide hij zijn studie rechten en vervulde hij verschillende administratieve functies. In zijn latere jaren richtte hij zich weer op de journalistiek. Zuno was de vader van María Esther Zuno, de echtgenote van president Luis Echeverría (1970-1976). Om deze reden werd hij op 28 augustus 1974 gegijzeld door de Partij van de Armen, de guerrillabeweging van Lucio Cabañas. Anderhalve week later werd hij vrijgelaten nadat de regering was ingegaan op de eisen van de Partij van de Armen; wat die eisen waren is nooit bekendgemaakt. Zuno overleed zes jaar later.
- Catàleg d'autoritats de noms i títols de Catalunya: 981058618371706706
- Gemeinsame Normdatei: 1053276214
- International Standard Name Identifier: 0000 0000 2823 6446
- Library of Congress Control Number: n85332911
- Nederlandse Thesaurus van Auteursnamen: 133664473
- Système universitaire de documentation: 112734367
- Virtual International Authority File: 13769381
- WorldCat: E39PBJcgvHMJ6PtPqPCC8M9VYP